# Glanzmann-Thrombasthenie
Die Glanzmann-Thrombasthenie (oder Glanzmann-Nägeli-Syndrom, Morbus Glanzmann-Nägeli nach Eduard Glanzmann, Schweizer Kinderarzt 1887–1959) ist eine seltene erbliche Thrombozytopathie, die zu einer stark erhöhten Blutungsneigung führen kann.
Synonym wird auch der Begriff hereditäre Thrombasthenie verwendet.
Ausgelöst wird sie durch Defekte in den Genen (17q 21) für GPIIb oder GPIIIa. Als Folge ist der GPIIb/GPIIIa-Rezeptor auf Thrombozyten defekt oder er fehlt ganz, was zu einer mangelnden Aggregation von Thrombozyten führt (wie sie bei der primären Hämostase auftritt). Zudem ist die Adhäsion an Von-Willebrand-Faktor und Fibronektin gestört, die neben dem Thrombozyten-vernetzenden Fibrinogen vom aktivierten GPIIb/IIIa-Rezeptor gebunden werden.
Ein Knock-Out eines der beiden Gene in Mäusen führt zu einem Glanzmann-ähnlichen Phänotyp in den Tieren.
Die Autosomal-dominante Makrothrombozytopenie kann als Sonderform der Glanzmann-Thrombasthenie angesehen werden.
Am 18. September 2014 wurde eine Gruppe US-amerikanischer und indischer Forscher mit dem Ig-Nobelpreis ausgezeichnet, da sie den blutungsstillenden Effekt von gepökeltem Schweinefleisch bei Glanzman-Thrombasthenie dokumentiert hatten.
Nachgewiesen werden kann die Glanzmann-Thrombasthenie durch eine Funktionsuntersuchung der Thrombozyten (Lichttransmissionsaggregometrie).